# Laurence Manning

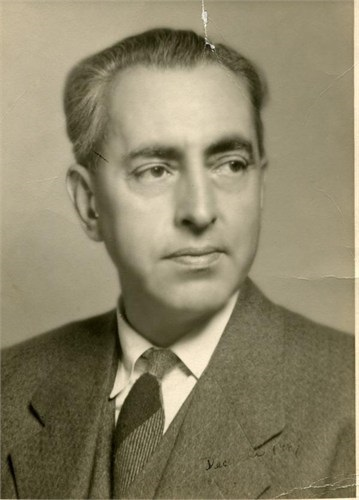
Laurence Manning 1951

Laurence Edward Manning (geboren am 1. Januar 1899 in Saint John, New Brunswick; gestorben am 10. April 1972 in Highlands, New Jersey) war ein kanadischer Science-Fiction-Autor.

## Leben
Manning absolvierte nach der Schule eine Ausbildung bei der Royal Canadian Air Force, sah aber vor Ende des Ersten Weltkriegs keinen Einsatz. 1919 erwarb er am King’s College in Halifax den Bachelor in Rechtswissenschaft und arbeitete danach als Reporter in Saint John. 1920 übersiedelte er in die Vereinigten Staaten, wo er zunächst als Journalist für die Florists Exchange in Philadelphia arbeitete. Ab 1923 arbeitete er für den Versandhändler Kelsey Nursery Service in New York, dessen Geschäftsführer er 1933 wurde, ab 1952 war er der Eigentümer. Er war 1930 ein Gründungsmitglied der American Interplanetary Society, die 1934 ihren Namen in American Rocket Society (ARS) änderte, und gab zeitweise deren Zeitschrift heraus. Er gilt daher als ein früher Raketenpionier, der 1960 von der ARS als Fellow geehrt wurde.
1920 veröffentlichte Manning in Hugo Gernsbacks Science Wonder Stories eine erste Science-Fiction-Kurzgeschichte, The City of the Living Dead, die er zusammen mit Fletcher Pratt geschrieben hatte. In den folgenden Jahren erschien eine Reihe weiterer Kurzgeschichten, großenteils ebenfalls in Wonder Stories.
Sein bekanntestes Werk ist The Man Who Awoke, ursprünglich eine Serie von fünf Erzählungen, deren erste, The Forest People, 1933 in Wonder Stories erschien. Darin gelingt es Norman Winters, einem reichen Exzentriker und Amateurforscher, sich mittels einer Droge in einen Jahrtausende währenden Schlaf zu versetzen. Durch mehrfache Einnahme erlebt er in jeder Folge der Serie eine weitere Zivilisation der Zukunft.
Neben den SF-Geschichten schrieb er die Serie der Stranger Club-Storys, die eher der Horrorliteratur zuzurechnen sind.
1951 veröffentlichte Manning ein sehr erfolgreiches Buch über Gartenbau.
1928 hatte er Edith Mary Finette Burrows geheiratet und mit ihr zwei Töchter und einen Sohn. 1972 ist Manning im Alter von 73 Jahren gestorben.

## Bibliografie
Die Serien sind nach dem Erscheinungsjahr des ersten Teils geordnet.
The Asteroid
- 1 The Voyage of the Asteroid (1932, Kurzgeschichte)
- 2 The Wreck of the Asteroid (1932, 1933)

The Man Who Awoke
- 1 The Forest People (1933)
- 2 Master of the Brain (1933)
- 3 The City of Sleep (1933)
- 4 The Individualists (1933)
- 5 The Elixir (1933)
- The Man Who Awoke (1975, Sammlung)
  - Deutsch: Der Jahrtausendschläfer. Heyne SF&F #3529, 1977, ISBN 3-453-30395-4.

Stranger Club (Kurzgeschichten)
- The Call of the Mech-Men (1933)
- Caverns of Horror (1934)
  - Deutsch: Die Höhlen des Schreckens. In: Kurt Singer (Hrsg.): Horror: Gruselgeschichten aus alter und neuer Zeit. Büchergilde Gutenberg, 1971, ISBN 3-7632-1522-0.
- Voice of Atlantis (1934)
- The Moth Message (1934)
- Seeds from Space (1935)

Kurzgeschichten
- The City of the Living Dead (1930, mit Fletcher Pratt)
- The Living Galaxy (1934)
- The Prophetic Voice (1935)
- World of the Mist (1935)
- Coal Thief (1936)
- Expedition to Pluto (1939, mit Fletcher Pratt)
- Good-Bye, Ilha! (1952)
- Men on Mars (1952)
- Mr. Mottle Goes Pouf (1953)

Sachliteratur
- The How and Why of Better Gardening (1951)